# 자유조국당 (파라과이)
자유조국당(스페인어: Partido Patria Libre)은 1990년에 설립된 파라과이의 마르크스-레닌주의 공산당이다. 자유조국당의 목표는 사회주의 혁명을 통한 마르크스-레닌주의 국가 수립이다. 알프레도 스트로에스네르 군사독재정권에 저항하는 파라과이 공산당의 게릴라 조직인 통일민족해방전선의 인사들이 설립하였다.